# Хиль, Роберто
Роберто Хиль Эстеве (исп. Roberto Gil Esteve; 30 июля 1938, Патерна — 5 августа 2022, Рибарроха-дель-Туриа) — испанский футболист и тренер.

## Биография
Роберто Хиль впервые сыграл за основную команду «Валенсии» в 1959 году и играл за неё до середины сезона Ла Лиги 1970/71. Он закончил свою профессиональную карьеру в качестве игрока в том же сезона в составе «Пуэртояно».
Вместе с «Валенсией» Хиль завоевал Кубок ярмарок дважды и по одному разу Ла Лигу и Кубок короля.
В конце 1970-х годов Роберто Хиль начал тренерскую карьеру и в разные периоды возглавлял «Реал Хаэн», «Леванте», «Валенсию» и «Кастельон».
Умер 5 августа 2022 года.

## Достижения
«Валенсия»
- Ла Лига: 1970/71
- Кубок Испании: 1966/67
- Кубок ярмарок: Кубок ярмарок 1961/62, Кубок ярмарок 1962/63